# تشارلز أندروز
تشارلز أندروز (بالإنجليزية: Charles Andrews)‏ هو محامي وسياسي أمريكي، ولد في 11 فبراير 1814 بباريس في الولايات المتحدة، وتوفي في 30 أبريل 1852. حزبياً، نشط في الحزب الديمقراطي. انتخب عضو مجلس النواب الأمريكي.